# Domenico Frare
Domenico Frare, né le 10 mai 1996 à Conegliano en Italie, est un footballeur italien, qui évolue au poste de défenseur central à l'AS Cittadella.

## Biographie

### Débuts professionnels
Formé au Parme Calcio, Domenico Frare n'est pas conservé par le club à l'été 2015 et rejoint librement l'AC Tuttocuoio San Miniato, club de troisième division italienne.
Le 1er juin 2017, Domenico Frare est recruté par l'US Pontedera, autre club de Serie C, avec qui il signe un contrat de trois ans. Il joue son premier match pour le club le 6 août 2017 contre le Modène FC, en coupe d'Italie. Il est titularisé et son équipe s'impose par quatre buts à zéro.
Frare inscrit son premier but en professionnel le 5 novembre 2017 contre le Pro Plaisance. Titulaire, il donne la victoire à son équipe en inscrivant le seul but de la partie.

### AS Cittadella
Le 4 juillet 2018, Frare s'engage en faveur d'un club de Serie B, l'AS Cittadella. Il joue son premier match sous ses nouvelles couleurs le 5 août 2018, lors d'une rencontre de coupe d'Italie contre l'SS Monopoli. Il est titulaire au poste d'arrière droit, et son équipe s'impose ce jour-là sur le score de un but à zéro. Il joue son premier match de Serie B le 25 septembre de la même année contre le Bénévent Calcio. Il est titulaire en défense centrale lors de cette rencontre qui se solde par la défaite des siens (0-1).
Le 6 février 2021, Frare inscrit son premier but pour l'AS Cittadella face au Brescia Calcio, en championnat. Les deux équipes se neutralisent dans une rencontre riche en buts ce jour-là (3-3).